# جیگر هیدرولیک

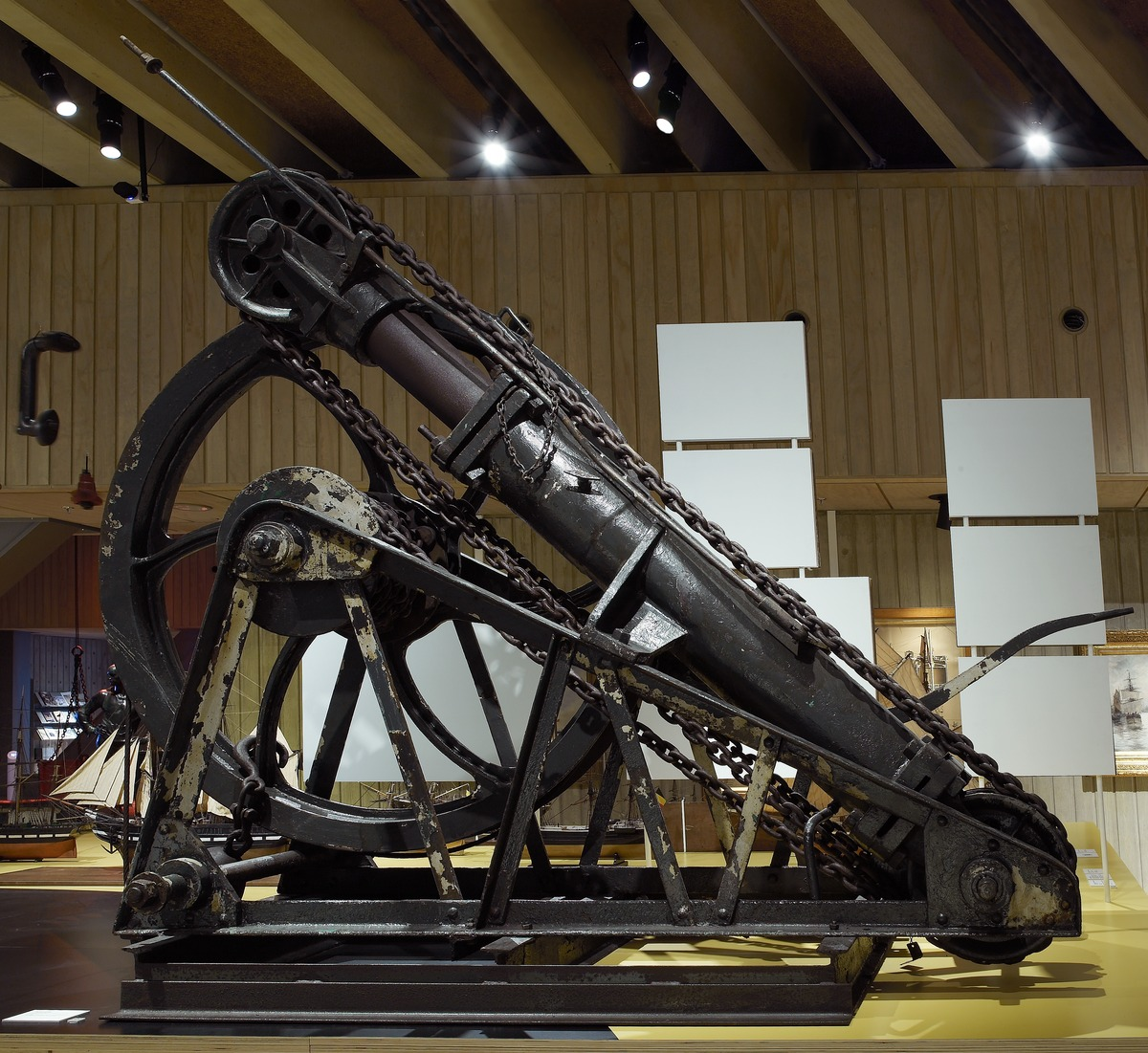
وینچ جیگر آرمسترانگ 1888

جیگر هیدرولیک یک وینچ مکانیکی با نیروی هیدرولیکی است.
از اواسط قرن نوزدهم، نیروی هیدرولیک در سراسر اسکله‌ها و انبارهای مدرن در دسترس قرار گرفت. این نیروی هیدرولیک به صورت مرکزی تولید و توسط لوله‌کشی، یا حتی در اطراف یک اسکله، یا در تمام شهر توسط شبکه‌های برق هیدرولیک جدید توزیع شد.
جیگر توسط ویلیام آرمسترانگ در حدود سال 1840 به عنوان بخشی از جرثقیل هیدرولیک او توسعه یافت. جرثقیل هیدرولیک اختراعی بود که ثروت اولیه او برای تاسیس شرکت مهندسی و تسلیحات آرمسترانگ از الزویک را به وجود آورد. اختراع اصلی و اولیه جیگر آرمسترانگ مورد تردید و سوال قرار گرفت، اما او اولین کسی بود که از آن استفاده گسترده کرد.

## عمکرد

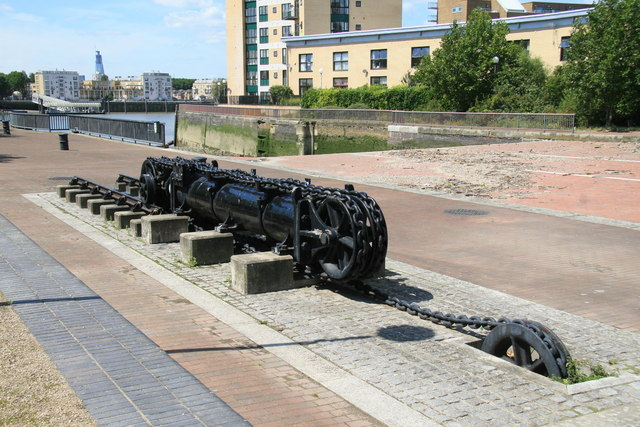
یک جیگر از کار افتاده که زمانی برای باز کردن دروازه‌های اسکله در اسکله میلوال در لندن استفاده می‌شد

جیگر یکی از اولین ماشین‌های هیدرولیک عصر ویکتوریا بود، بعد از پرس هیدرولیک براما، و قبل از موتور هیدرولیک با چرخش مداوم. با استفاده از جیگر می‌توان مکانیسم قوچ برای حرکت در مسافت طولانی مفید و نه صرفاً در طول قوچ مورد استفاده قرار گیرد.
جیگر مانند یک بلوک قرقره کار می‌کند، اما برعکس.  به جای کشیدن آسان طناب به یک بالابر قدرتمند، جیگر از نیروی قدرتمند یک قوچ هیدرولیک استفاده می‌کند، اما در مسافت محدودی که می‌تواند طی کند تا یک زنجیر طولانی را بکشد. زنجیر چندین بار در طول سیلندر قوچ حلقه می‌شود و در هر انتها روی تعدادی قرقره می‌چرخد. هنگامی که سیلندر حرکت می کند، کشش انتهای زنجیره در تعداد حلقه‌ها ضرب می‌شود. به طور مشابه، با توجه به تعداد دفعاتی که زنجیر حلقه شده است، نیروی کشش جیگر نیز کاهش می‌یابد. از آنجایی که سیلندر برای شروع قدرت کافی دارد، و در صورت نیاز می‌توان به سادگی قطر آن را بزرگ‌تر کرد، این محدودیت قابل‌توجهی برای نیروی جیگر نمی‌باشد.
بر خلاف سیلندرها، جیگرها همیشه به جای نیروی فشاری، نیروی کششی ایجاد می‌کردند.
اولین جیگرها قبل از توسعه طناب فولادی انعطاف پذیر ساخته شدند و بنابراین آنها به جای طناب ساخته شده از الیاف طبیعی که در دسترس بود، از زنجیره آهنی فرفورژه استفاده کردند. بعداً ماشین‌ها به طناب تغییر کردند.

### سیلندرهای متحدالمرکز
برخی از کاربردها، مانند جرثقیل ها، نیاز دارند که هردو وزنه های سنگین و سبک (قلاب خالی) را بلند کنند. بالابرهای بارگذاری شده و سنگین توسط سیلندر معمولی ساخته شده‌اند که قطر آن مطابق با حداکثر ظرفیت اندازه‌گیری می شود. با این حال، حتی یک بار سبک روی چنین پیستونی همچنان همان مقدار آب پرفشار را مصرف می‌کند که با مصرف شارژ می‌شود. برای کاهش این اثر، از پیستون های مرکب استفاده شد: دو پیستون متحدالمرکز. هنگام تخلیه، ابتدا پیستون مرکزی کوچکتر حرکت می‌کند. فقط در صورتی که پیستون کوچکتر توسط بار متوقف شود، پیستون بیرونی بزرگتر نیز شروع به حرکت می‌کند و هر دو پیستون و بار کامل را با هم بلند می‌کنند.  

## کاربردها

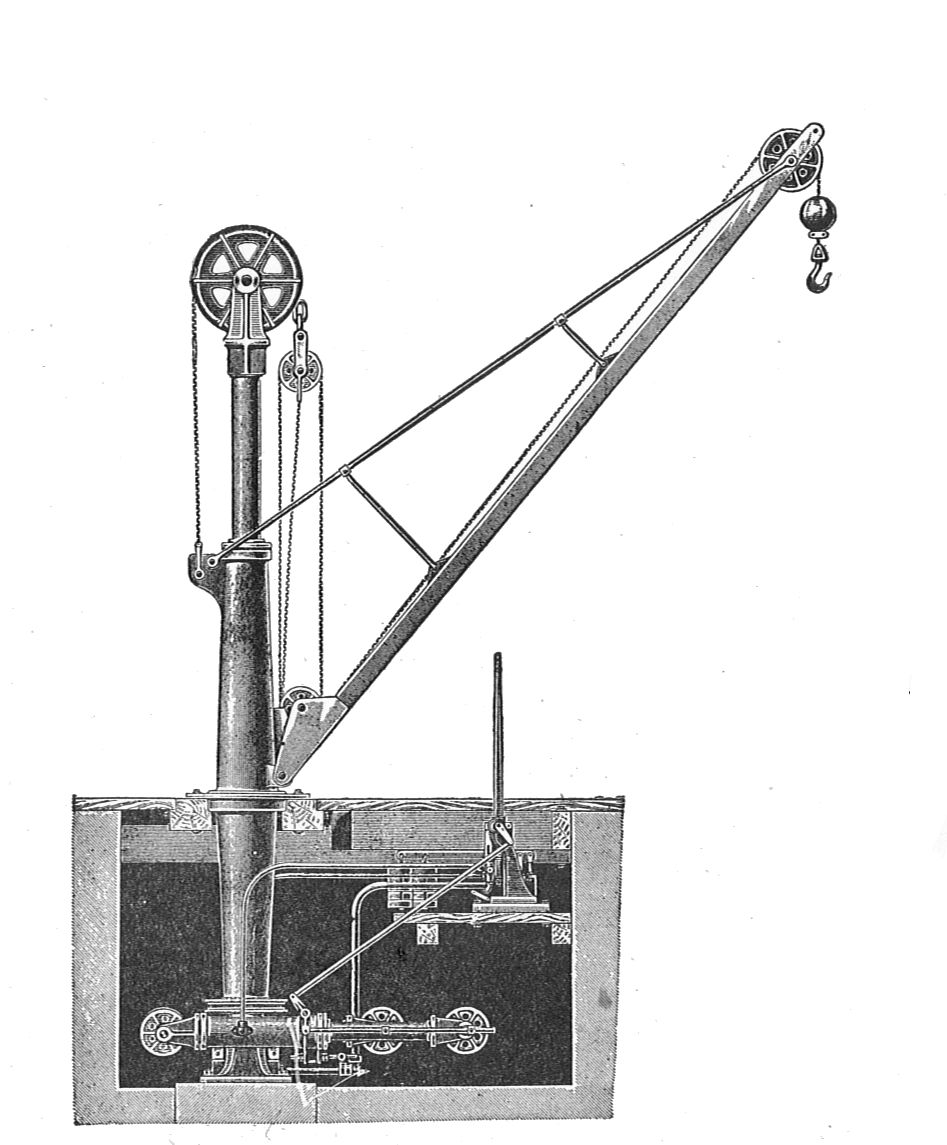
جرثقیل هیدرولیک کوچک، 1900. سیلندرهای جیگر در پای ستون افقی هستند.

مکانیزم اصلی جیگر به طور گسترده‌ای برای طیف وسیعی از ماشین آلات در سراسر اسکله‌ها، انبارها، محوطه‌های راه آهن و کارگاه‌های مهندسی مورد استفاده قرار گرفت. آنها حتی در تئاترها پیدا می‌شدند و پرده‌های صحنه را بر می‌داشتند.

### جرثقیل‌ها
اولین کاربرد جیگرها برای اولین جرثقیل هیدرولیک آرمسترانگ بود و این هنوز هم یک کاربرد مهم برای آنها می‌باشد.
نوع متفاوتی از این جرثقیل، جرثقیل دیواری انبار یا "شلاق" بود. قوچ به صورت عمودی بر روی جداره بیرونی با یک بازوی کوچک یا قرقره ثابت بالای آن نصب می‌شد. فضای موجود با نصب خارجی امکان استفاده از سیلندرهای بلند و بالابرهای بسیار بلند را فراهم می‌کرد که چندین طبقه را در بر می‌گرفت. 

### وینچ‌های قابل حمل

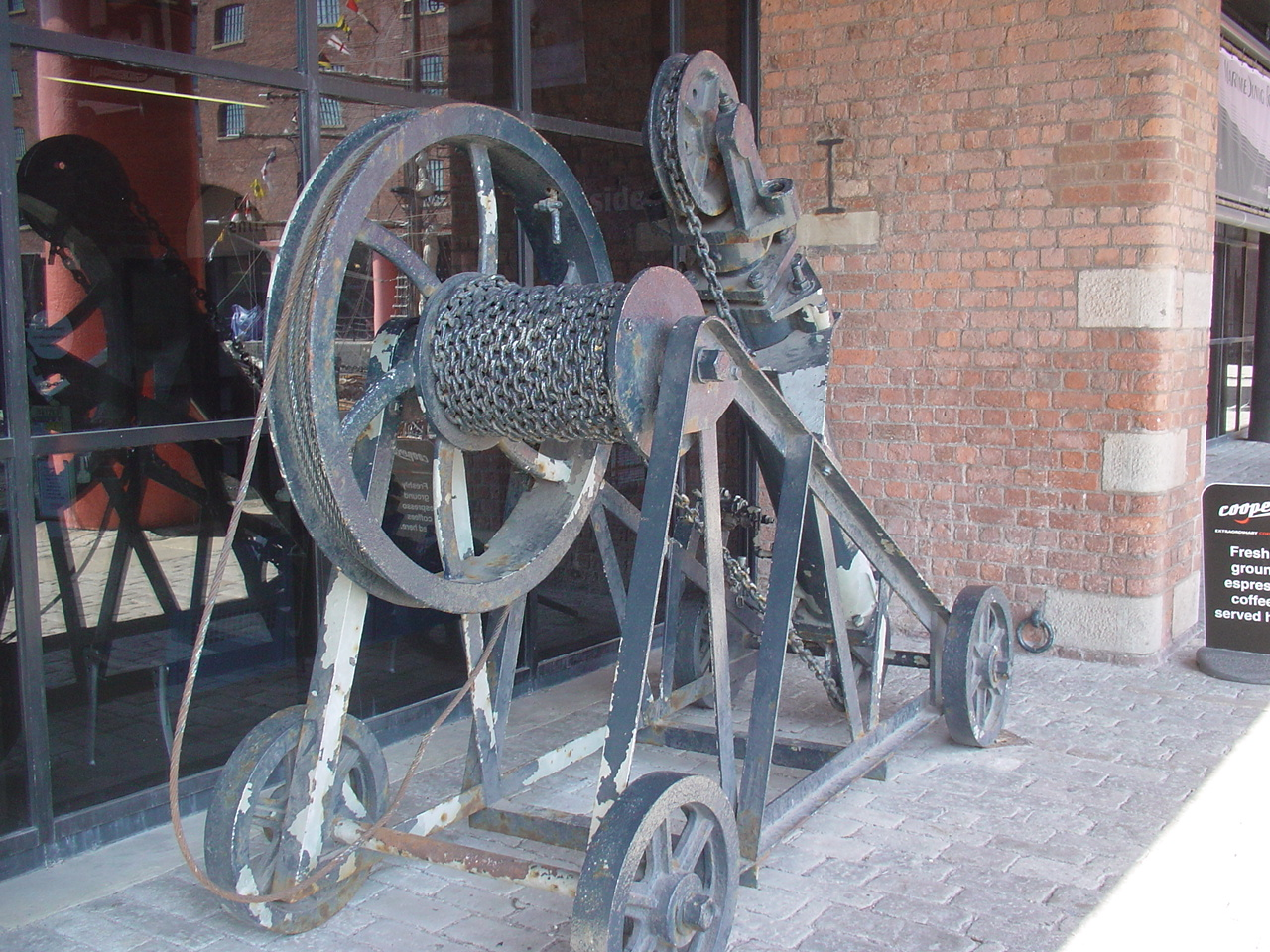
وینچ قابل حمل، مورد استفاده در بارانداز آلبرت ، لیورپول

بسیاری از اسکله‌ها از جیگرهای کوچک قابل حمل که بر روی کالسکه‌های چرخدار نصب شده بودند استفاده می‌کردند. آنها را می‌توان در صورت نیاز در اطراف اسکله‌ها جابجا کرد و با اتصالات لوله‌های پیچ‌دار به خروجی‌های شبکه اصلی هیدرولیک وارد کرد. آنها به عنوان وینچ قابل حمل برای همه نوع کاری استفاده می‌شدند. یک کار رایج این است که بسته‌های کالا را از انبار یک کشتی بیرون بیاورند، تا از یک مسیر شیبدار بالا بروند. بسته‌های محصولات فله‌ای مانند جوت یا پنبه آنقدر بزرگ و سنگین ساخته شده بودند که باراندازها نمی‌توانستند آن‌ها را با دست بلند کنند، و جیگر در زمانی آمد که تعداد محدودی از جرثقیل‌ها هنوز در دسترس بودند.

### آسانسور
از جیگرها برای آسانسورها در انبارها و کارخانه‌ها نیز استفاده می ‌شد.  البته اینها برای حمل مسافر مورد قبول واقع نشدند، تا اینکه در سال 1854 و با اختراع ترمز ایمنی توسط الیشا اوتیس، برای جلوگیری از سقوط کالسکه در صورت شکستن کابل بالابر این امکان به وجود آمد.

### پرتاب منجیق
ناوهای هواپیمابر بریتانیایی در جنگ جهانی دوم از نوعی جیگر پنوماتیکی-هیدرولیک برای تامین انرژی منجنیق هواپیمای خود استفاده می‌کردند. منجنیق‌ها ۹۶ فوت (۲۹ متر) برد پرتاب داشتند و نسبت قرقره 8:1 که به سیلندر قدرت ۱۲ فوت (۳٫۷ متر) نیاز دارد. یک طرف سیلندر به منیفولد ده‌ها بطری هوای فشرده با فشار بالا متصل بود. نیروی پرتاب از هوای فشرده تامین می شد  و طرف دیگر با مایع هیدرولیک پر می‌شد. هنگامی که شیر پرتاب فعال می‌شد، فشار سیال هیدرولیک به سرعت کاهش می‌یافت زیرا سیال به داخل یک مخزن‌گیر بدون فشار تخلیه شد. پیستون به سرعت از انتهای هوا به انتهای هیدرولیک منتقل می‌شد و هد متقاطع و قرقره های جیگر را می‌کشید و چرخ دستی پرتاب را به سمت جلو می‌کشید. میانگین شتاب یک هواپیما 1g، با پیک 2.5g بود.
پس از پرتاب، سرعت پیستون در داخل سیلندر توسط یک برآمدگی مخروطی که وارد یک حلقه چوک باریک می‌شود، کاهش می‌یابد و با کاهش سطح جریان، مقاومت هیدرولیکی افزایش می‌یابد. سپس سیال هیدرولیک توسط یک پمپ الکتریکی از مخزن‌گیر پمپ شده و تحت فشار به داخل سیلندر بر می‌گردد. سیلندر دو سر بود و در هر انتها یک میله پیستون و جیگر وجود داشت و منجنیق با فشار هیدرولیکی که پیستون را به عقب می‌برد، جمع می‌شد و مخازن هوا را دوباره فشرده می‌کرد.